# Canal 2 CDR
Canal 2 CDR es un canal de televisión abierta costarricense, propiedad de Repretel. Su programación se basa en locución y música de radios pertenecientes a Central de Radios (CDR).

## Historia
Canal 2 se fundó en 1965, por parte de Telenac, como un canal generalista.
Desde 1983 Telenac paso a llamarse Univisión, hasta su cierre de emisiones el 19 de mayo del 2000, ya que Univision Communications tomo parte de sus acciones en los años 90s, tras la transformación de Spanish International Network a Univision en 1985.
A partir de 2002 hasta finales de 2008 se transformó en Conexión TV Canal 2.
A partir de 2010, el proyecto se encontraba en periodos de pruebas, se transmite desde las cabinas de la radio, se tomaron programas como Pelando el ojo, Noticias Reloj, Nuestra Voz, Escenario deportivo entre otros. Transmitiéndose también con las cámaras de los estudios del canal 2.
Las radios de la CDR son: Monumental, Reloj, Exa, Best FM y Z FM.

## Programación
La Programación de Canal 2 consta de producción radial de Central de Radios, principalmente de Radio Monumental y también videos musicales.